# Agriades pyrenaica
Het zuidelijk mansschildblauwtje (Agriades pyrenaica) is een vlinder uit de familie van de Lycaenidae. De wetenschappelijke naam van de soort is voor het eerst gepubliceerd in 1840 door Jean Baptiste Boisduval.
De soort komt voor in de Pyreneeën en in Turkije.